# 金峰镇 (绵阳市)
金峰镇，是中华人民共和国四川省绵阳市涪城区曾经下辖的一个镇。2019年12月，撤销金峰镇，将其所属行政区域划归新皂镇管辖。

## 行政区划
金峰镇撤销前下辖以下地区：
场镇社区、穿山洞村、八庙子村、新丰村、分水村、五福寺村、大石桥村、白果林村和莲花池村。